# Simonurius expers
Simonurius expers là một loài nhện trong họ Salticidae.
Loài này thuộc chi Simonurius. Simonurius expers được María Elena Galiano miêu tả năm 1988.